# سكيب هيلر
سكيب هيلر (بالإنجليزية: Skip Heller)‏ هو عازف جاز أمريكي، ولد في 4 أكتوبر 1965.

## وصلات خارجية
- سكيب هيلر على موقع IMDb (الإنجليزية)
- سكيب هيلر على موقع ميوزك برينز (الإنجليزية)
- سكيب هيلر على موقع أول ميوزيك (الإنجليزية)
- سكيب هيلر على موقع قاعدة بيانات الفيلم (الإنجليزية)